# Santianes (Pravia)
Santianes es una parroquia y lugar del concejo de Pravia, en el Principado de Asturias (España). Alberga una población de 631 habitantes (INE 2011) y ocupa una extensión de 14.16 km².
Se sitúa en la zona noreste del concejo y limita al norte con las parroquias de Somado y con la de Muros de Nalón, esta última en el concejo del mismo nombre; al este con la de Soto del Barco, en el concejo del mismo nombre; al sureste con la de Riberas, también en el concejo de Soto del Barco; al sur con Fenolleda (Candamo) y Pronga; al suroeste con la de Pravia; y al oeste con las de Escoredo y Villafría.
Además, los núcleos de Santianes, Bances y Los Cabos, se han constituido como Parroquia Rurales de acuerdo con el artículo 6 del Estatuto de Autonomía del Principado de Asturias, desarrollado en la Ley 11/1986, de 20 de noviembre.

## Geografía
- Altitud: 190 m s. n. m.
- Posición (latitud/longitud): 43°28′59″N 6°7′0″O / 43.48306, -6.11667

## Historia
Su nombre, "Santianes", deriva del latín Sancti Ioannis (en forma genitiva) o sea "de San Juan", apóstol bajo cuya advocación se halla el templo prerrománico sito en esta localidad. Una de las teorías la vincula con el nacimiento de Pravia, que fue la antigua ciudad romana llamada Flavionavia (Flavium Avia). En el entorno de Pravia y Santianes se hallan: una villa romana en la Magdalena de la Llera, la estela de un personaje togado en Los Cabos, y monedas romanas y otros objetos en torno al castro de Doña Palla.

## Economía
Se explota económicamente, para fabricar pasta de celulosa, la madera de los eucaliptos. También dispone de ganadería vacuna minifundista junto al Río Nalón.

## Poblaciones
Según el nomenclátor de 2009 la parroquia está formada por las poblaciones de:
- Bances (aldea): 141 habitantes.
- Los Cabos (lugar): 283 habitantes.
- Santianes (lugar): 207 habitantes.

## Turismo

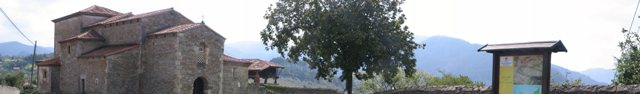
iglesia prerrománica Santianes

Como arquitectura más destacada encontramos los clásicos hórreos y paneras asturianos de madera de castaño.
- La Iglesia de San Juan, su principal interés turístico es su iglesia prerrománica, la iglesia de San Juan (Santianes de Pravia), construida en el siglo VIII durante el reinado del Rey Silo, y su esposa, la reina Adosinda, los cuales hicieron, durante su mandato, a Santianes capital del reino asturiano.

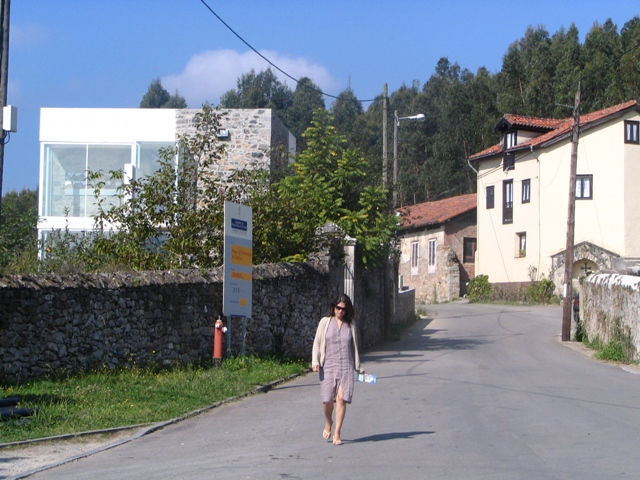
Museo Santianes

- Existe un moderno Museo de Santianes (Pravia), inaugurado en julio de 2007, junto a la iglesia.

- El rincón de las aves de Santianes, un núcleo zoológico repleto de pájaros como: faisanes, perdices, codornices, colines, francolines, tórtolas, anátidas, grullas, pájaros exóticos.

- La inauguracíón de un nuevo puente colgante sobre el río Nalón posibilita la comunicación directa con el pueblo de Peñaullan a través de una senda verde que se realiza a pie.

- Además este pueblo, cuenta con diversos atractivos en pueblos cercanos como Peñaullán, entre otros: La Ruta del Agua, el Castro de Doña Palla, el paisaje desde el Pico Mirabeche etc.